# Dean Martin Sings
Dean Martin Sings – pierwszy studyjny album muzyczny włosko-amerykańskiego piosenkarza i aktora Deana Martina, nagrany 20 listopada 1952 roku i wydany 12 stycznia 1953 roku przez Capitol Records. Siedem z ośmiu piosenek tego albumu pojawiło się w filmie The Stooge, w którym Martin zagrał razem z Jerrym Lewisem.
Album ten został pierwotnie wydany w 1953 roku, ale w 1955 roku dodano do niego cztery piosenki i wydano go jako 12-calowy album LP pod tą samą nazwą i podobną okładką. Dodane utwory to: „Come Back to Sorrento”, „Oh Marie”, „That's Amore” oraz „When You're Smiling”.

## Lista utworów

### Strona A
| Tytuł                                 | Długość |
| ------------------------------------- | ------- |
| „Who's Your Little Who-Zis!”          | 2:19    |
| „I'm Yours”                           | 3:15    |
| „I Feel a Song Comin' On”             | 1:49    |
| „With My Eyes Wide Open I'm Dreaming” | 3:07    |

### Strona B
| Tytuł                                    | Długość |
| ---------------------------------------- | ------- |
| „Just One More Chance”                   | 3:17    |
| „Louise”                                 | 2:19    |
| „I Feel Like a Feather in the Breeze”    | 2:45    |
| „A Girl Named Mary and a Boy Named Bill” | 2:51    |

## Twórcy
- Dean Martin: wokal
- Lee Gillette: producent
- Dick Stabile: lider
- Vincent Terri: gitara
- Norman V. Seelig: bas
- Ray S. Toland: bębny
- Louis Brown: fortepian
- Armond Kaproff: wiolonczela (sesja 2827)
- Elias Friede: wiolonczela (sesja 2827)
- Helen Bliss: harfa (sesja 2827)
- Louis Kievman: altówka (sesja 2827)
- Reuben Marcus: altówka (sesja 2827)
- Jan Augustyn: skrzypce (sesja 2827)
- Victor Bay: skrzypce (sesja 2827)
- John Peter DeVoogt: skrzypce (sesja 2827)
- Nicholas „Nick” Pisani: skrzypce (sesja 2827)
- Joseph G. Quadri: skrzypce (sesja 2827)
- Mischa Russell: skrzypce (sesja 2827)
- Jules Jacob: saksofon (sesja 2828)
- Robert Lawson: saksofon (sesja 2828)
- Theodore M 'Ted' Nash: saksofon (sesja 2828)
- Edward 'Ed' Rosa: saksofon (sesja 2828)
- Ray Heath: puzon (sesja 2828)
- Eddie Kuczborski 'Eddie' Kusby: puzon (sesja 2828)
- Paul O.W. Tanner: puzon (sesja 2828)
- Conrad Gozzo: trąbka (sesja 2828)
- Joe Dolney: trąbka (sesja 2828)
- James Rosselli: trąbka (sesja 2828